# Amerikanska fallen
Amerikanska fallen (engelska: American Falls) är ett av tre vattenfall som tillsammans utgör Niagarafallen vid Niagarafloden längs med gränsen mellan Kanada och USA. Till skillnad från Hästskofallen som till två tredjedelar ligger i Ontario i Kanada och en tredjedel ligger i delstaten New York i USA, är Amerikanska fallen enbart belägna i USA.

### Fotnoter
1. ↑  ”Facts about Niagara Falls”. Arkiverad från originalet den 10 april 2011. https://web.archive.org/web/20110410060448/http://www.niagarafallslive.com/Facts_about_Niagara_Falls.htm. Läst 17 augusti 2013.